# Economia de Uganda
Uganda tem importantes recursos naturais, incluindo solos férteis, chuvas regulares e razoáveis depósitos minerais de cobre, ouro, outros minerais e petróleo, descoberto recentemente. A agricultura é o principal setor da economia, empregando mais de 80% da força de trabalho. O café é o principal produto agrícola exportado. Desde 1986 o governo - com a ajuda de organismos internacionais - tenta reabilitar a economia, através de reforma monetária, do aumento das exportações (auxiliado também pela alta dos preços dos derivados do petróleo) e melhoria dos salários do funcionalismo público. As reformas políticas têm como objetivo diminuir a inflação e melhorar os ganhos de produtividade e com as exportações.
No ano 2000 Uganda qualificou-se para o programa de ajuda aos países pobres altamente endividados, recebendo o perdão de US$ 1,3 bilhão de sua dívida externa, e do Clube de Paris o perdão de outros 145 milhões de dólares. Em 2007 o país recebeu US$ 10 milhões em ajuda da agência Millennium Challenge Corporation do governo norte-americano

## Comércio exterior
Em 2018, o país foi o 109º maior exportador do mundo (US $ 6,1 bilhões). Já nas importações, em 2019, foi o 140º maior importador do mundo: US $ 3,5 bilhões.

## Setor primário

### Agricultura
Uganda produziu, em 2018:
- 3,9 milhões de toneladas de cana-de-açúcar;
- 3,8 milhões de toneladas de banana-da-terra (4º maior produtor do mundo, perdendo apenas para Congo, Gana e Camarões);
- 2,9 milhões de toneladas de milho;
- 2,6 milhões de toneladas de mandioca;
- 1,5 milhões de toneladas de batata-doce (7º maior produtor do mundo);
- 1,0 milhão de toneladas de feijão;
- 1,0 milhão de toneladas de legume;
- 532 mil toneladas de banana;
- 360 mil toneladas de cebola;
- 298 mil toneladas de sorgo;
- 260 mil toneladas de arroz;
- 245 mil toneladas de semente de girassol;
- 242 mil toneladas de amendoim;
- 211 mil toneladas de café (10º maior produtor do mundo);
- 209 mil toneladas de milhete;

Além de menores produções de outros produtos agrícolas, como algodão (87 mil toneladas), chá (62 mil toneladas), tabaco (35 mil toneladas) e cacau (27 mil toneladas).

### Pecuária
Em 2019, Uganda produziu 1,8 bilhão de litros de leite de vaca, 166 mil toneladas de carne bovina, 131 mil toneladas de carne suína, 37 mil toneladas de carne de cabra, entre outros.

## Setor secundário

### Indústria
O Banco Mundial lista os principais países produtores a cada ano, com base no valor total da produção. Pela lista de 2019, Uganda tinha a 86ª indústria mais valiosa do mundo (US $ 5,4 bilhões).
Em 2019, Uganda não produzia veículos e não estava entre os 40 maiores produtores mundiais de aço.

### Mineração
Na produção de ouro, em 2016 o país produziu 3 toneladas.

### Energia
Nas energias não-renováveis, em 2020, o país não produzia petróleo. Em 2011, o país consumia 17 mil barris/dia (137º maior consumidor do mundo)  Em 2015, Uganda não produzia gás natural.
Nas energias renováveis, em 2020, Uganda não produzia energia eólica nem energia solar.